# Isola di Krotov
L'isola di Krotov (in russo Остров Кротова) è un'isola russa nel golfo di Pietro il Grande (mar del Giappone), che fa parte dell'arcipelago dell'imperatrice Eugenia. Amministrativamente appartiene al Pervomajskij rajon della città di Vladivostok, nel Territorio del Litorale, che è parte del Circondario federale dell'Estremo Oriente.

## Geografia
L'isola si trova 36 km a sud di Vladivostok; 1,8 km a sud-ovest dell'isola di Rikord. Fa parte di un gruppo di 4 piccole isole  assieme alle isole di Želtuchin, di Moiseev e di Sergeev, e dista solo 530 m da quest'ultima. Con la sua altezza di 82 m è la più alta delle quattro. La maggior parte delle coste è rocciosa.

## Storia
Come per le altre isole dell'arcipelago, Krotov è stata visitata durante la spedizione russa del 1862-63 guidata da Vasilij Matveevič Babkin e le è stato dato il nome del tenente V. A. Krotov (В. А. Кротов), esploratore del mar Glaciale Artico assieme a Pëtr Kuz'mič Pachtusov.